# Стопалићи
Стопалићи (енгл. Smallfoot) амерички је 3D рачунарско-анимирани мјузикл-комедијски филм из 2018. године у продукцији Warner Animation Group-a и дистрибуцији Warner Bros. Pictures-a. Филм је заснован необјављеној књизи за децу Јетијеви трагови аутора Сергиа Паблоса. Коаутор и режисер филма је Кареи Киркпатрик, а у главним улогама су гласови Ченинг Тејтум, Џејмс Корден, Зендеја, Заједничко, Леброн Џејмс, Ђина Родригез, Дени Девито, Иара Шахиди, Или Хенри, и Џими Татро. Радња прати племе хималајских Јетија који наилазе на људско биће, при чему свака врста мисли да је друга само мит.
„Стопалићи“ је био приказан у Сједињеним Државама 28. септембра 2018. Филм је издат 27. септембра 2018. године у Србији. Дистрибутер је Blitz Film & Video Distribucija.

## Радња
Јети или не, они долазе! Анимација за све узрасте, о младом јетију који проналази нешто за шта је мислио да не постоји - човека. Оно што се до сада сматрало митом постаје стварност када Јети Миго доживи сусрет са човеком.

## Гласовне улоге
| Улога          | Оригинални глас |
| -------------- | --------------- |
| Миго           | Ченинг Тејтум   |
| Перси Патерсон | Џејмс Корден    |
| Мичи           | Зендеја         |
| Чувар камена   | Заједничко      |
| Гванги         | Леброн Џејмс    |
| Колка          | Џина Родригуез  |
| Дорге          | Дани Девито     |
| Марка          | Иара Шахиди     |
| Бежите         | Или Хенри       |
| Торп           | Џими Татро      |
| Мама Беар      | Патриша Хитон   |
| Гери           | Џастин Ројланд  |
| Пилот          | Џек Квејд       |